# عذاري قربان
عذاري قربان (18 يناير 1980 -)، مذيعة وممثلة كويتية. بدأت مسيرتها الفنية في تقديم البرامج بعام 1987 خلال تقديم برنامج الأطفال بين الأمس واليوم. إلا أنها توقفت بعد الغزو العراقي للكويت، وأكملت مشوارها في تقديم البرامج في عام 2008 في «إذاعة كويت أف إم» وقدمت عدداً من البرامج على أكثر من قناة. وهي تعمل كمعلمة رياض أطفال.

## أعمالها الفنية

### تقديم البرامج
في منتصف ثمانيات القرن العشرين قامت بتقديم «برنامج بين الأمس واليوم» على قناة تلفزيون الكويت وبعد ذلك قدمت برنامج مجلة الأطفال بنفس الفترة، توقفت بعد ذلك بحلول حرب الخليج عام 1990 عن التقديم، وعادت بعام 2008 بتقديم برنامج إذاعي على محطة «كويت أف ام»، قامت بعام 2010 بتقديم برنامج «فواح» على قناة العدالة، وفي شهر رمضان عام 2011 قدمت برنامج «اربح مع الثالثة» على قناة الثالثة الرياضية، ومع بداية عام 2012 قدمت برنامج «مسائي» على قناة الراي، ومع بداية عام 2013 قدمت برنامج «بس لحظة» على قناة الكويت الرياضية, قدمت افتتاح كرنفال هلا فبراير على مدار سنتين متتاليتين 2013 - 2014, قدمت برنامج بناتي على قناة الثالثة الرياضية,قدمت جلسة غنائية في شهر يناير 2014 بعنوان جلسات سوق شرق كما شاركت بتقديم حلقتين طربيتين من برنامج سمعني, قدمت برنامج أسواق المباركية تلفزيون الكويت, قدمت العديد من تغطيات هلا فبراير منها كويتي وافتخر - كرنفال الجزيرة الخضرا- عرض الطائرات الحربية في ابراج الكويت، سهرتان فنيتان بعنوان الكويت تحتفل، قدمت برنامج النافورة على تلفزيون الكويت, قدمت برنامج ليالي البحار على تلفزيون الكويت, قارئة تقارير في اخبار قناة الكويت الرياضية.

### التمثيل
- مسلسل نور في سماء صافية.
- مسرحية تاتانيا.
- مسرحية الرسالة.
- مسرحية الزمن.
- مسرحية غروب الشمس.
- مسلسل غريب الدار.